# Planty (Chełmno)
Planty w Chełmnie, Stare i Nowe Planty, Planty Kolejowe – park w centrum Chełmna założony w 1825 roku, położony za północnym i wschodnim fragmentem murów miejskich, okalający chełmińską starówkę. Ma powierzchnię 3,64 ha. Składa się z dwóch oddzielnie utworzonych części – Starych Plant i Nowych Plant. Pełni funkcję rekreacyjną.

## Historia
Najstarsza część plant, tzw. Stare Planty, została założona w roku 1825 przez ówczesnego prezydenta miasta Ludwika Halmhubera w miejscu dawnej fosy. W 1838 roku przed wschodnim odcinkiem murów obronnych utworzono Nowe Planty – zróżnicowany terenowo i krajobrazowo obszar, położony na różnych poziomach terasowych i pokryty dywanami kwiatowymi.

## Obiekty na Plantach
W Nowych Plantach znajduje się kapliczka zwana „przy studzience”, wybudowana w miejscu źródełka, którego woda, w myśl chełmińskiej legendy, miała uzdrowić niewidome dziecko. Niedaleko znajduje się Ławeczka zakochanych, gdzie zakochani mogą sobie zrobić wspólne zdjęcie. Przez Nowe Planty przebiega ścieżka rowerowa.